# Вітюгов Максим Олексійович
Максим Олексійович Вітюгов (рос. Макси́м Алексе́евич Витюго́в, нар. 1 лютого 1998, Красноярськ, Росія) — російський футболіст, опорний півзахисник клубу «Крила Рад».

## Ігрова кар'єра
Максим Вітюгов є вихованцем красноярського футболу. У 2010 році у своїй віковій каиегорії став переможцем Кубку Сибіру. І в тому ж році він переїхав до Москви, де приєднався до футбольної академії столичного клубу «Чертаново». У 2015 році Максим став постійним гравцем основи. У сезоні 2017/18 разом з командою став переможцем Другої ліги та підвищився до Першої ліги.
У 2020 році разом з групою одноклубників Максим Вітюгов поповнив склад самарського клубу «Крила Рад». Виграши турнір Першої ліги, у 2021 році Вітюгов дебютував у матчах РПЛ.

## Досягнення
Крила Рад
- Переможець Першої ліги: 2020/21
- Фіналіст Кубка Росії: 2020/21